# Потяг до Юми (фільм)
«Потяг до Юми» (англ. 3:10 to Yuma) — американський вестерн 2007 року компанії Lions Gate Entertainment, знятий режисером Джеймсом Менголдом. У головних ролях знялися Крістіан Бейл та Рассел Кроу. Є ремейком фільму 1957 року «О 3:10 до Юми».
Прем'єрні покази відбулися 21 серпня (Вествуд, Каліфорнія) та 4 вересня (м. Нью-Йорк), у широкий прокат фільм вийшов спочатку в Росії (6 вересня) та в Канаді і США (7 вересня). Прем'єра в Україні відбулася 4 жовтня 2007 року.
Українською мовою озвучували: «Так Треба Продакшн» на замовлення Aurora Distribution та студія «Мова» на замовлення ТРК «Україна».

## Зміст
Арештовано ватажка банди Бена Вейда. Його необхідно доставити в Юму — місто, де є федеральний суд. Одним із конвоїрів, за плату в 200 доларів, зголошується бути Ден Еванс — ветеран громадянської війни, а нині невдаха фермер. Однак вірна Вейду банда хоче відбити свого ватажка, тим більше, що маршрут лежить глухими місцями, де можна нарватися на індіанців та інших мисливців за головами. Та й законослухняні громадяни за винагороду, запропоновану бандою, готові поступитися принципами в окремому випадку…
Однак сюжет не лише про фізичне зіткнення, а і цінносне. Це фільм про вибір і те, як можна і треба його робити спираючись не лише на свої принципи, а і реальність.

## У ролях
| Актор          | Роль               |
| -------------- | ------------------ |
| Рассел Кроу    | Бен Вейд           |
| Крістіан Бейл  | Ден Еванс          |
| Логан Лерман   | Вільям Еванс       |
| Даллас Робертс | Грейсон Баттерфілд |
| Пітер Фонда    | Байрон МакЕлрой    |
| Алан Тудик     | Док Поттер         |
| Кевін Дюранд   | Такер              |
| Бен Фостер     | Чарлі Принц        |
| Ґретчен Мол    | Еліс Еванс         |
| Вінесса Шоу    | Еммі Нельсон       |
| Джонні Вітворт | Дарден             |
| Люк Вілсон     | Зік                |

## Нагороди та номінації
- 2008 — номінація на премію Оскар у категорії «Найкращий саундтрек до фільму» Марко Бельтрамі
- 2008 — номінація на премію Оскар у категорії «Найкращі звукові ефекти»
- 2008 — номінація на премію Оскар у категорії «Найкраща звукорежисура»
- 2008 — «Національне товариство кінокритиків (США)» номінація в категорії «Найкращий композитор» Марко Бельтрамі
- 27 січня 2008 року — Премія гільдії акторів / 14th Annual Screen Actors Guild Awards — Найкращий акторський ансамбль/Outstanding Performance by a Cast in a Motion Picture
- 24 червня 2008 року — Saturn Awards / Премія кінофантастики, жахів і фентезі Сатурн — Найкращий пригодницький фільм, бойовик чи трилер / Best Action/Adventure/Thriller Film
- 2008 — Saturn Awards / Премія кінофантастики, жахів і фентезі Сатурн — Найкращий актор другого плану Бен Фостер

## Касові збори
Під час показу в Україні, що розпочався 4 жовтня 2007 року, протягом перших вихідних фільм демонстрували на 21 екрані, що дозволило йому зібрати $23,607 і посісти 8 місце в кінопрокаті того тижня. Загалом фільм в кінопрокаті України пробув 1 тиждень і зібрав $23,607, посівши 161 місце серед найбільш касових фільмів 2007 року.

## Цікаві факти
- Зйомки картини проходили з 23 жовтня 2006 року по 20 січня 2007 року.
- Рассел Кроу, Джеймс Менголд і продюсер Кеті Конрад одностайно схвалили кандидатуру Крістіана Бейла. На цю роль спочатку претендував Ерік Бана.
- Рассел Кроу був особистим вибором Джеймса Менголда. Після того як Том Круз відмовився від участі в проекті, Кроу потрапив в картину миттєво
- пістолет Дена Еванса — Кольт 1851 року.
- Рекламний слоган картини свідчить: «Час чекає одну людину».